# Chiết tách dầu đá phiến
Chiết tách dầu đá phiến hay sản xuất dầu đá phiến là một quy trình sản xuất sản phẩm dầu phi truyền thống. Quy trình này biến đổi kerogen trong đá phiến dầu thành dầu đá phiến bằng phương pháp nhiệt phân, thủy phân. Dầu đá phiến thành phẩm được sử dụng giống như dầu thô hoặc được nâng cấp để đạt các tiêu chí nhất định trong quá trình lọc bằng cách thêm vào hydro và loại bỏ các tạp chất như lưu huỳnh và nitơ.
Quy trình chiết tách dầu thường được tiến hành trên mặt đất (quy trình ex situ) từ việc khai thác mỏ đá phiến dầu và xử lý các sản phẩm này trong các cơ sở chế biến. Các công nghệ hiện đại khác có thể chiết tách ngay trong lòng đất (tại hiện trường hay quy trình in situ) bằng cách sử dụng nhiệt và thu dầu thông qua các giếng dầu.
Miêu tả sớm nhất về quy trình này có từ thế kỷ 10. Năm 1684, Vương quốc Anh cấp bằng chứng nhận quy trình chiết tách đầu tiên. Công nghiệp chiết tách và những đổi mới đã phát triển nở rộ trong suốt thế kỷ 19. Nhưng vào giữa thế kỷ 20 ngành công nghiệp này bị lắng chìm khi có những mỏ dầu lớn được phát hiện, tuy nhiên cho đến đầu thế kỷ 21 khi mà giá dầu thô tăng cao đã làm cho nguồn dầu này được chú ý trở lại với những công nghệ mới đang được ứng dụng thử nghiệm.
Đến năm 2010, ngày công nghiệp này đã trụ trong thời gian dài ở Estonia, Brasil, và Trung Quốc. Giá trị kinh tế của nó thay đổi theo tỷ số giá năng lượng đầu vào và giá năng lượng đầu ra. Vấn đề an ninh năng lượng quốc gia cũng đóng một vai trò quan trọng đối với sự phát triển của quốc gia đó. Những câu hỏi về rủi ro của ngành công nghiệp này đối với môi trường cũng là vấn đề được nhiều người quan tâm như chất thải, sử dụng lượng nước lớn. Quản lý nguồn nước và ô nhiễm không khí.

## Lịch sử

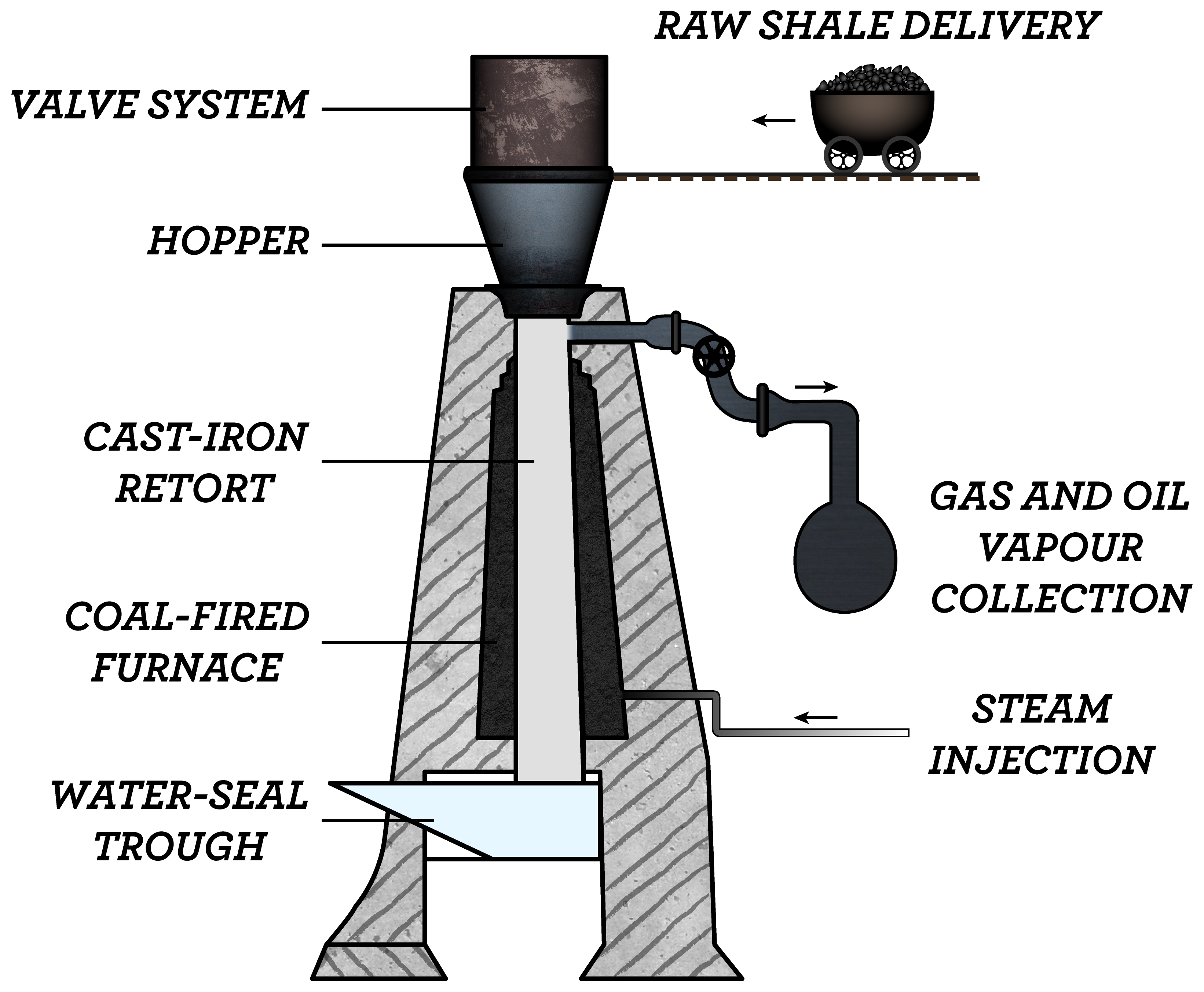
Chưng cất A.C. Kirk, được sử dụng từ giữa tới cuối thế kỷ 19, là một trong những tháp chưng cất đá phiến dầu kiểu đứng đầu tiên. Thiết kế của nó là điển hình của các tháp chưng cất được sử dụng vào cuối thế kỷ 19 và đầu thế kỷ 20.

Vào thế kỷ 10, nhà vật lý Ả Rập Masawaih al-Mardini đã viết về các thí nghiệm của ông liên quan đến việc chiết tách dầu từ "một số loại đá phiến sét bitum". Bằng sáng chế về việc chiết tách dầu đá phiến đầu tiên được trao vào năm 1684 cho 3 người đã "tìm thấy phương pháp để chiết tách và tạo ra một lượng lớn hắc ín, nhựa đường, và dầu từ một loại đá". Việc chiết tách dầu đá phiến ở mức độ công nghiệp thời kỳ hiện đại bắt đầu ở Pháp với công nghệ được Alexander Selligue phát minh năm 1838, sau đó một thập kỷ phát minh của James Young được ứng dụng sản xuất ở Scotland. Trong suốt thế kỷ 19, các nhà máy được xây dựng ở Úc, Brazil, Canada, và Hoa Kỳ. Phát minh chưng cất Pumpherston năm 1894, là một công nghệ ít dựa vào nhiệt than đá hơn các công nghệ trước đó, đánh dấu sự tách biệt của công nghiệp đá phiến dầu với công nghiệp than.
Trung Quốc (Mãn Châu), Estonia, New Zealand, Nam Phi, Tây Ban Nha, Thụy Điển, và Thụy Sĩ bắt đầu chiết tách dầu đá phiến vào đầu thế kỷ 20. Tuy nhiên, dầu thô được phát hiện ở Texas trong suốt thập niên 1920 và ở Trung Đông vào giữa thế kỷ 20 làm cho hầu hết ngành công nghiệp đá phiến dầu bị dừng lại. Năm 1944, Hoa Kỳ khởi động lại việc chiết tách đá phiến dầu như là một phần của Chương trình nhiên liệu lỏng tổng hợp (Synthetic Liquid Fuels Program) của mình. Ngành công nghiệp này đã được duy trì cho đến khi giá dầu giảm mạnh trong thập niên 1980. Cơ sở chưng cất đá phiến dầu cuối cùng do Unocal Corporation vận hành ở Hoa Kỳ đóng cửa vào năm 1991. Chương trình trên của Hoa Kỳ lại tiếp tục vào năm 2003, theo sau là chương trình cho thuê thương mại năm 2005 cho phép việc chiết tách đá phiến dầu và cát dầu trên đất của liên bang theo đạo luật chính sách năng lượng 2005 (Energy Policy Act of 2005).
Cho đến năm 2010, việc chiết tách dầu đá phiến vẫn đang vận hành ở Estonia, Brazil, và Trung Quốc. Các ngành công nghiệp này sản xuất khoảng 1.165 triệu lít dầu đá phiến trong năm 2008. Úc, Hoa Kỳ, và Canada đã hoàn thành việc thử nghiệm ứng dụng công nghệ chiết tách dầu từ các dự án thử nghiệm và có kế hoạch đưa vào thương mại; Maroc và Jordan cũng đã thông báo những dự định tương tự của họ. Chỉ có bốn loại công nghệ đang được sử dụng trong thương mại gồm: Kiviter, Galoter, Fushun (Phủ Thuận), và Petrosix.

## Nguyên lý chiết tách
Quy trình chiết tách dầu đá phiến là phân hủy đá phiến dầu và biến đổi kerogen trong đá thành dầu thô tổng hợp giống như dầu mỏ. Quy trình được tiến hành theo các phương pháp như nhiệt phân, thủy phân, và thấm nhiệt (thermal dissolution). Hiệu quả của các quy trình trên được đánh giá bằng cách so sánh lượng dầu sinh ra với các kết quả thí nghiệm Fischer Assay trên mẫu.
Phương pháp cổ nhất và phổ biến nhất được sử dụng là phương pháp nhiệt phân (hay còn gọi là chưng cất). Trong quy trình này, đá phiến dầu được nung cho đến khi kerogen của nó phân hủy thành hơi dầu đá phiến có thể đông đặc và khí đá phiến dầu có thể cháy. Hơi dầu và khí dầu sau đó được tách ra và làm lạnh, và dầu đá phiến chuyển thành dạng đông đặc. Thêm vào đó, các công đoạn xử lý đá phiến dầu tiêu tốn tiêu thụ đá phiến dầu chứa các chất cặn rắn như các hợp chất vô cơ (các chất khoáng).